# Ribeirão Jacuba

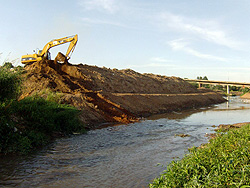
Ribeirão Jacuba em ampliação da margem.

Ribeirão Jacuba é um rio brasileiro do estado de São Paulo. O rio é localizado no município de Hortolândia,Sumaré que é inserido na bacia do Rio Piracicaba e do Tietê-Sorocaba, integrando o consórcio das bacias dos rios Piracicaba-Capivari e Jundiaí. Tem sua nascente ao norte da cidade,proximo ao fundo da Penitenciaria de Hotolandia I. É a principal bacia hidrográfica do município, para onde contribuem grande parte das outras micro-bacias da cidade, foram delimitadas no território de Hortolândia seis micro-bacias. O Ribeirão Jacuba corta o município e compõe-se de áreas intensamente urbanizadas, tanto residenciais como industriais, tendo o seu fim no Ribeirão Quilombo.